# André Beauneveu

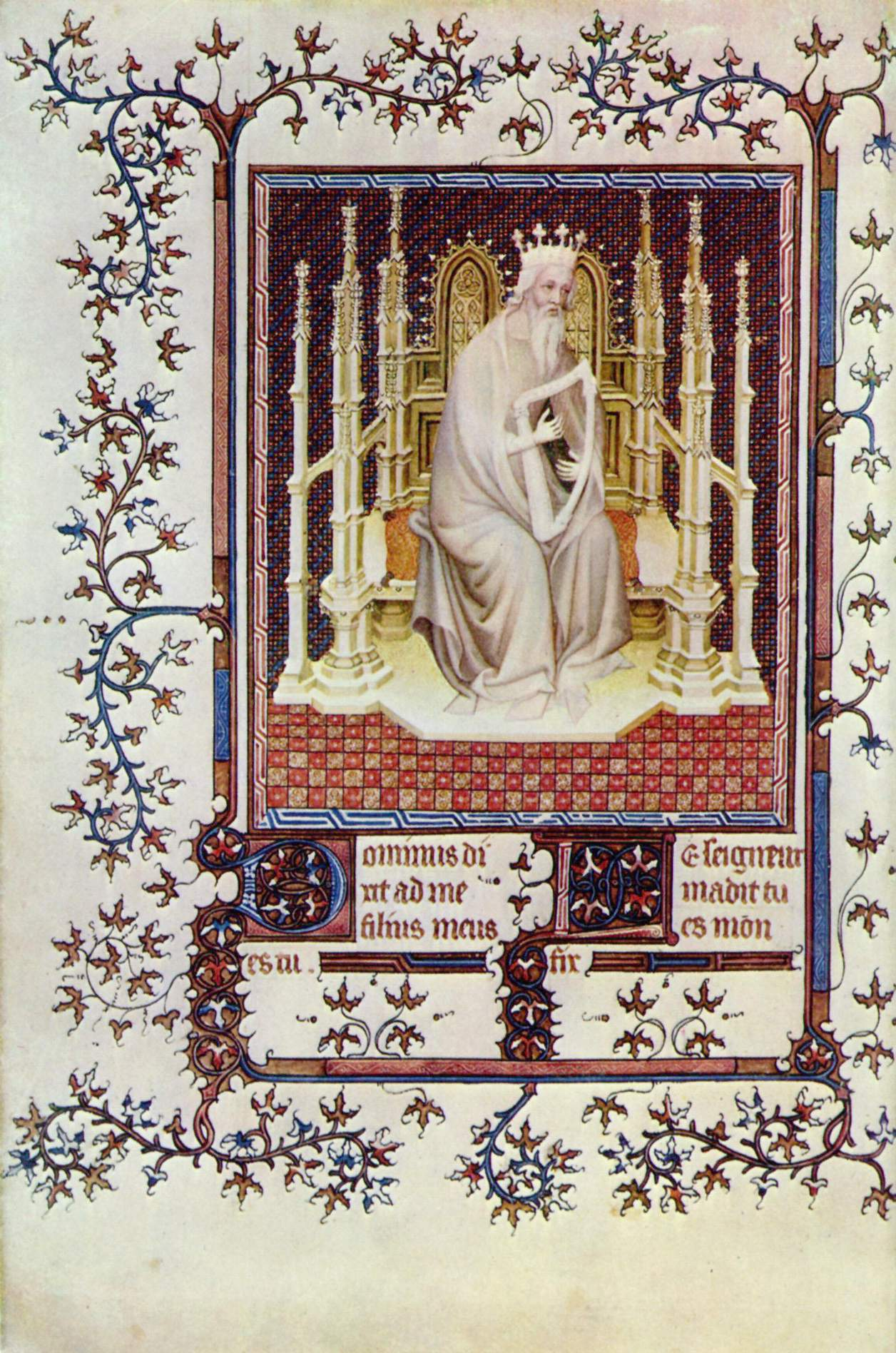
El rey David en el Salterio de Jean de Berry

André Beauneveu (Valenciennes, c. 1335 - 1413) fue un escultor y miniaturista natural del condado de Hainaut y activo entre 1359 y 1390 al servicio de la corte francesa, trabajando para el rey Carlos V de Francia y para su hermano el duque de Berry, además de hacerlo para el conde de Flandes. 
Como escultor, se conocen cuatro estatuas suyas en Saint-Denis, donde aparece documentado en 1364: Felipe V, Juan IIllamado el Bueno, Carlos V y Juana de Borgoña, cuya efigie yacente fue destruida en 1793. Para el monumento funerario de Carlos V, por primera vez, Beauneveu ejecutó el retrato del soberano aún en vida, avanzando hacia el naturalismo desde la tradición gótica.
En 1386 se encontraba en Bourges trabajando para el duque de Berry como "superintendete" de toda la pintura y escultura. A esta etapa ha de pertenecer una de las escasas obras que se le pueden atribuir con seguridad: las veinticuatro miniaturas a toda página de Profetas y Apóstoles que iluminan el Salterio del duque de Berry, Bibliothèque Nationale, París). El estilo de Beauneveu preludia la corriente naturalista que predominará en el norte de Europa en el siglo XV. Se cree que en el taller de Beauneveu fue donde se utilizó por primera vez la grisalla.